# Majokko Megu-chan
Majokko Megu Chan (魔女っ子メグちゃん?) (Maggie la brujita en Latinoamérica) es una serie anime sobre una chica mágica producida por Toei Animation basada en un manga creado por Akio Narita y Tomo Inoue. Fue dirigida por Yugo Serikawa y se estrenó en la televisión japonesa entre 1974 y 1975. 
La serie de 72 episodios de 30 minutos cada uno, es precursora de futuras series sobre chicas mágicas como Sailor Moon, o Pretty Sammy. Fue doblada al español por los estudios Tecnofilm de Buenos Aires, Argentina que también doblaron otras series de Toei como Candy Candy y Jet Marte.
A pesar de haber sido distribuida por una compañía italiana para varios países europeos, la serie es inédita en España. 

## Argumento
Megu es una bruja adolescente, que trata de alcanzar el trono en el mundo de las brujas, pero sabe muy poco sobre las relaciones humanas. Megu ha sido enviada a la tierra para conocer el mundo social en la tierra, y para ello ha sido adoptada por una familia donde Mammi Kanzaki, que fue antes bruja, será la madre adoptiva con dos hermanos Rabi y Apo. Megu tendrá que aprender a controlar sus impulsos para equilibrar entre sus sentimientos y la utilización de su magia, para aspirar al trono. En muchas ocasiones Megu usará su magia para resolver problemas y defenderse de sus enemigos.

## Personajes
- Majokko Megu-chan ("Maggie" en la versión en español): Es la protagonista. Una adolescente guapa, pelirroja y bruja .

- Rabi y Apo: Hijos de Mami Kanzai, que son traviesos y bromistas con Megu.

- Mami Kanzaki : Madre adoptiva de Megu, que también es bruja.

- Non : Compañera de clase de Megu, que es una bruja de pelo azul con un gran poder de magia. Non a veces ayudará a Megu contra sus enemigos, otras veces luchará contra ella.

- Chou-san: Es un agente enviado por la bruja Reina para sabotear las aspiraciones al trono de Megu.

## Episodios
Episodios de la versión en inglés Little Meg the Witch Girl y su traducción al español:
1. Here Comes the Pretty Witch - Aquí viene la bruja guapa.
2. That Girl's a Rival - Esa chica es una rival.
3. Lots of Witches - Muchas brujas
4. The Light of Home - La luz del hogar
5. Witch of Love - Bruja de amor
6. Papa can't afford to Laugh - Papá no puede permitirse reír.
7. My Longing for Megu - Mi anhelo por Megu
8. A Genius at Venting his Anger - Un genio sacudiéndose las pulgas.
9. True Heart's Song - Verdadera canción de amor.
10. Marvelous Balloon Trip - Maravilloso viaje en globo
11. Messenger from the Moon - Mensajero desde la luna
12. Bow-Wow Riot - Bow-Wow disturbio
13. Duel! The Magical Mansion! - ¡Duelo! ¡La mansión mágica!
14. Vision of a Harp - Visión de un arpa
15. Papa's Lover?! - ¿¡Papá tiene una amante ?!
16. From the Sky with Love - Desde el cielo con amor
17. Two Megu Chan's - Dos Megu Chans
18. The Old Castle's Love Story - La vieja historia de amor del castillo.
19. Good-bye, Mr. Ghost - Adiós, Sr. fantasma.
20. Walk, Miru-chan! - Anda, Miru-chan!
21. Ex-Witch Granny Chuck - Ex-bruja abuelita Chuck
22. When do the Stars fall into the Sea? - ¿Cuándo las estrellas caen dentro del mar?
23. Great Operation: Tearful Humiliation - Gran operación: Humillación hasta llorar.
24. The Stolen Dress - El vestido perdido.
25. The Vision of a Boy - La visión de un chico.
26. Terricfic Magical Battle - Tremenda batalla mágica.
27. The Scorpion's Curse - La maldición del escorpión.
28. A Baby's Fuss - Un bebe protestón.
29. The Angel's Tear - La lágrima del Ángel.
30. The Mystery of The Abused Girl - El misterio de la chica abusada.
31. Echo of Love - Eco de amor.
32. Shadow of a Witch Fluttering her Wings - Sombra de una bruja agitando sus alas.
33. Saturn's Messenger - Mensajero de Saturno.
34. Uninvited Guests - Invitados no invitados.
35. The White Horse, Upstairs in our House - El caballo blanco, subiendo escaleras en nuestra casa.
36. The Dolls that Left - Los muñecos abandonados.
37. Strange Transfer Student - Extraño estudiante trasladado.
38. Paper Planes Bound Far Away - Aviones de papel vuelan lejos.
39. Santa's Name: Apo - El nombre de Santa: Apo.
40. Great Tomboy Race! - ¡Gran carrera de Tomboy!
41. The Lost Polar Bear - El oso polar perdido.
42. Friendship at the Snow Festival - Amistad en el festival de nieve.
43. The Snow Bird's Secret - El secreto de los pájaros de nieve.
44. The Age of Rebellion is Here - La era de rebelión esta aquí.
45. Red Shoes of Friendship - Zapatos rojos de amistad.
46. Tale of North Spring Winds - Historias de vientos primaverales del Norte
47. Spring in a Yacht - Primavera en un yate.
48. A Doll's Poem - Un poema de una muñeca.
49. Pinwheel's Song - La canción del molinete.
50. The Flying Bag - La bolsa voladora.
51. Please Take Care of Tarou - Por favor, ten cuidado de Tarou
52. Gonbee has Returned - Gonbee ha vuelto.
53. The Demon World's Failure - El fracasado mundo del demonio.
54. Missing Cat - El gato perdido.
55. Who's The Criminal? - ¿Quién es el criminal?
56. Secret of The White Lily - El secreto de ña blanca Lily.
57. Carp Streamers High in the Sky - La carpa serpentea alto en el cielo.
58. Where are you, Gonbee? - ¿Dónde estas, Gonbee?
59. The Girl in The Rain - La chica en la lluvia.
60. Young Master's Great Circus - El gran joven maestro del circo.
61. Rainman - El hombre de la lluvia
62. Due by Midnight, Bound for The Witch Kindgom
63. The Blue Star of Tanabata - La estrella azul de Tanabata.
64. The Fuss of Not Swiming - El jaleo de no bañarse.
65. The Dreamy Trolley Car - El tranvía de ensueño.
66. Foggy Morning Paper, Tarou - Mañana empañada de niebla, Tarou.
67. The Guitar and the Boy - La guitarra y el chico.
68. Nya-Nya! Summer Vacation! - ¡Nya-Nya! ¡vacaciones veraniegas!
69. Revenge Dog Sigma - La venganza del perro Sigma.
70. Great Kite, Fly me with the Sea Wind - Gran cometa, hazme volar con el viento del Mar.
71. Final Battle: The Greatest Magic! - ¡Batalla final: Las mejores magias!
72. Farewell, Megu-Chan - Adiós, Megu-Chan